# Laagveendistrict
Het laagveendistrict is een floradistrict zoals dat door Nederlandse floristen wordt gehanteerd.
Dit district omvat de laagveengebieden (waaronder veenweidegebieden) zoals die te vinden zijn met name in de provincie Zuid-Holland en het aansluitende delen van Noord-Holland en Utrecht. Ook het westelijk deel van Overijssel en het zuidwestelijk deel van Friesland wordt tot dit district gerekend, evenals een smalle rand ten noorden van het Drents district. 
Kenmerkend voor dit district zijn tal van water- en oeverplanten.